# Badminton-Weltmeisterschaft 2015
Die Badminton-Weltmeisterschaft 2015 fand vom 10. bis 16. August 2015 in Jakarta, Indonesien, statt. Jakarta richtete nach 1980 zum zweiten Mal die Weltmeisterschaft aus. Es ist die 22. Austragung einer Badminton-Weltmeisterschaft des Weltverbandes BWF.

## Vergabe der Veranstaltung
Die Vergabe der Veranstaltung erfolgte am 28. November 2013 in Athen. Neben Jakarta hatte sich Kunshan um die Ausrichtung der Weltmeisterschaft 2015 beworben. Bei derselben Veranstaltung wurden auch der Sudirman Cup 2015 (nach Dongguan) und die Badminton-Seniorenweltmeisterschaft 2015 (nach Helsingborg) vergeben.

## Sieger und Platzierte
| Disziplin    | Gold                           | Silber                                  | Bronze                                  |
| ------------ | ------------------------------ | --------------------------------------- | --------------------------------------- |
| Herreneinzel | Chen Long                      | Lee Chong Wei                           | Kento Momota                            |
| Herreneinzel | Chen Long                      | Lee Chong Wei                           | Jan Ø. Jørgensen                        |
| Dameneinzel  | Carolina Marín                 | Saina Nehwal                            | Sung Ji-hyun                            |
| Dameneinzel  | Carolina Marín                 | Saina Nehwal                            | Lindaweni Fanetri                       |
| Herrendoppel | Mohammad Ahsan Hendra Setiawan | Liu Xiaolong Qiu Zihan                  | Lee Yong-dae Yoo Yeon-seong             |
| Herrendoppel | Mohammad Ahsan Hendra Setiawan | Liu Xiaolong Qiu Zihan                  | Hiroyuki Endō Kenichi Hayakawa          |
| Damendoppel  | Tian Qing Zhao Yunlei          | Christinna Pedersen Kamilla Rytter Juhl | Nitya Krishinda Maheswari Greysia Polii |
| Damendoppel  | Tian Qing Zhao Yunlei          | Christinna Pedersen Kamilla Rytter Juhl | Naoko Fukuman Kurumi Yonao              |
| Mixed        | Zhang Nan Zhao Yunlei          | Liu Cheng Bao Yixin                     | Tontowi Ahmad Liliyana Natsir           |
| Mixed        | Zhang Nan Zhao Yunlei          | Liu Cheng Bao Yixin                     | Xu Chen Ma Jin                          |

## Medaillenspiegel
| Platz | Land                | Gold | Silber | Bronze | Gesamt |
| ----- | ------------------- | ---- | ------ | ------ | ------ |
| 1     | Volksrepublik China | 3    | 2      | 1      | 6      |
| 2     | Indonesien          | 1    | 0      | 3      | 4      |
| 3     | Spanien             | 1    | 0      | 0      | 1      |
| 4     | Dänemark            | 0    | 1      | 1      | 2      |
| 5     | Malaysia            | 0    | 1      | 0      | 1      |
| 5     | Indien              | 0    | 1      | 0      | 1      |
| 7     | Japan               | 0    | 0      | 3      | 3      |
| 8     | Südkorea            | 0    | 0      | 2      | 2      |
| Total | Total               | 5    | 5      | 10     | 20     |